# Bania Mahamadou Say
Bania Mahamadou Say (* 12. Juni 1935 in Tillakaïna; † 21. Januar 2005 in Niamey) war ein nigrischer Autor.

## Leben
Bania Mahamadou Say machte eine Lehrerausbildung und studierte am Institut des hautes études d’Outre-Mer in Paris Verwaltung, Finanzen und Buchhaltung. Er arbeitete zunächst als Lehrer und wurde später Direktor des Haushaltsbüros im Finanzministerium. Say gestaltete das Kulturprogramm der Samariya maßgeblich mit. Die Samariya waren landesweite Jugendorganisationen, mit denen der von 1974 bis 1989 herrschende Oberste Militärrat den Aufbau seines Gesellschaftsmodells der „Entwicklungsgesellschaft“ vorantreiben wollte.
Say veröffentlichte 1980 seine Gedichtesammlung Algaïta, die sein größter Publikumserfolg bleiben sollte, auch wenn er als Person in späteren Jahren eine gewisse Popularität beibehielt. Er war langjähriger Präsident des nigrischen Schriftstellerverbands Association des Écrivains Nigériens (AEN). Say schrieb mehrere von alten Überlieferungen inspirierte lyrisch-philosophische Werke und gilt neben Kélétigui Mariko als der wichtigste Vertreter dieser in der Nachfolge Boubou Hamas stehenden Strömung in der nigrischen Literatur. Er versuchte sich in unterschiedlichen Gattungen und Genres. Neben lyrischen schuf er epische Werke, Jugendliteratur wie Satiren. Aus seiner Feder stammen auch ein englisch-französisches Niger-Buch des nationalen Tourismusamtes und ein Ratgeber für Parteimitglieder der Regierungspartei CDS-Rahama.
Bania Mahamadou Say starb 69-jährig an den Folgen einer Krankheit im Nationalkrankenhaus Niamey.

## Werke
- Algaïta. Trente et un poèmes du Niger. Imprimerie Nationale du Niger, Niamey 1980.
- La samaria. Editogo, Lomé 1981.
- Le voyage d’Hamado. Mit Illustrationen von Bernard Dufossé. Nouvelles éditions africaines, Abidjan/Dakar/Lomé 1981.
- Le Niger et ses Merveilles = Niger and its Wonders. Brunaud/Office national du tourisme, Lyon/Niamey 1989.
- Gabdi. Satire. Mit Illustrationen von Alassane Aguelasse. Nouvelle Imprimerie du Niger, Niamey 1990.
- Akosombo, le festin des sorciers. Echos d’Afrique, Lomé 1991.
- A la recherche d’une littérature positive. In: Marie-Clotilde Jacquey (Hrsg.): Littérature nigérienne (= Notre librairie. Nr. 107). CLEF, Paris 1991, S. 145–146.
- C.D.S.-Rahama, Convention démocratique et sociale. Le guide du militant pour le changement. Nouvelle Imprimerie du Niger, Niamey 1994.
- Entretien avec des Nigériens d’Accra. Tunde, Cotonou 1998.
- Les contes et légendes de Zaïda ma mère. Editions Daouda, Niamey 2010.